# Kettle River Range
Die Kettle River Range (oft auch nur Kettle Range) ist die südlichste Bergkette der Monashee Mountains; sie liegt im äußersten Südosten von British Columbia (Kanada) und im Ferry County im US-Bundesstaat Washington. Der größte Teil der Nordhälfte der Kette ist als Colville National Forest geschützt, die südliche Hälfte liegt in der Colville Indian Reservation. Der höchste Gipfel ist der Copper Butte mit 2.177 Metern. Die Kette wird am Sherman Pass von der Washington State Route 20 gequert.

## Geographie
Die Kettle River Range umfasst ein Gebiet von etwa 7.000 Quadratkilometern und ist ein Gebirgszug in den Monashee Mountains, welche wiederum Teil der Columbia Mountains sind. Die Kette verläuft von Nord nach Süd und wird im Osten durch den Kettle River und den Columbia River, sowie im Westen durch den Kettle River, das Curlew Valley und den Sanpoil River begrenzt. Die bergige Region beginnt unmittelbar nördlich der Grenze zwischen Kanada und den Vereinigten Staaten bei Grand Forks (British Columbia) und erstreckt sich 110 mi (177 km) südwärts bis zur Schleife des Columbia River am Lake Roosevelt, welcher durch den Grand Coulee Dam aufgestaut wird. Die Okanogan Highlands liegen genau westlich der Kette, während die Selkirk Mountains die östlichen „Nachbarn“ sind.
Die Washington State Route 20, hier als Sherman Pass Scenic Byway bezeichnet, verläuft 40 mi (64 km) östlich des Ortes Republic (Washington) quer über das Zentrum der Kettle River Range und erreicht seinen höchsten Punkt am Sherman Pass (5.575 ft (1.699 m)), dem höchsten ganzjährig geöffneten Pass in Washington. Die Route ist nach dem Bürgerkriegs-General William Tecumseh Sherman benannt, der die Kette 1883 überquerte.

## Geschichte
Prospektoren und unterbezahlte chinesische Minenarbeiter produzierten in der Kettle River Range zwischen 1896 und 1959 mehr als 839.000 Unzen (23.785 kg) Gold. Die größten Mengen stammten aus dem Bezirk Republic (Washington), aber auch in den Bezirken Danville und Columbia River wurden jeweils 6.000 Unzen (170 kg) Gold gewonnen.
Terrassen-Ablagerungen 30 ft (9,1 m) bzw. 100 ft (30,5 m) über dem Columbia River bei Keller waren ebenfalls goldhaltig. Aufzeichnungen belegen, dass während dieses Zeitraums 164 Gang-Minen, in denen dicke Ganglagerstätten mit Pickeln und Schaufeln abgebaut wurden, sowie 35 Goldwäschen, wo die Mineralien durch Erosion zutage traten und aus Flüssen und dem Oberboden gewonnen wurden, im Ferry County betrieben wurden. — Zwischen 1904 und 1928 war die Kettle River Range der größte Goldproduzent im Bundesstaat. Die Bergbauaktivitäten erbrachten neben Gold auch Silber, Kupfer, Blei, Zink, Platin, Nickel, Kobalt, Wolfram, Eisen und Pyrit (englisch fool’s gold, also wörtlich „Narren-Gold“; dt. auch „Katzengold“).
Der White-Mountain-Brand vernichtete 1988 21.000 Acres (8.498 ha) Forstflächen in der Südhälfte der Bergkette, darunter alles außer den Ostflanken von White Mountain, Edds Mountain, Bald Mountain und Snow Peak, nordwärts bis zum Sherman Peak. Der Bundesstaat Washington baute mehrere Lehrpfade und Haltepunkte entlang der Straßen in der Region, welche die Zerstörungen illustrierten.
Die Brände des Kettle-Komplex traten im Spätsommer 2015 auf. Zu diesem Komplex gehörten drei Brände – der Stickpin-, der Renner- und der Graves-Mountain-Brand – südlich der kanadischen Grenze, westlich des Highway 395, nördlich der State Route 20 und östlich des Highway 21. Schätzungsweise 73.392 Acres (29.701 ha) fielen den Flammen zum Opfer.

## Tourismus
Heute ist die Kettle River Range ein beliebtes ganzjähriges Erholungs-Ziel für Wandern, Klettern, Snowshoeing und Querfeldein-Skilaufen. Der Kettle Crest National Recreation Trail folgt dem Hauptkamm der Kette und kann über den Kettle Crest Trailhead (ein „Trailhead“ ist ein Einstiegspunkt, meist in Verbindung mit einem Parkplatz) im Norden oder den Deer Creek Summit South/Sno-Park Trailhead im Süden erreicht werden.

## Hauptgipfel
- Copper Butte (7.123 ft (2.171 m)) – der höchste Gipfel in der Kettle River Range – 48° 42′ N, 118° 28′ W[12]
- Snow Peak (7.073 ft (2.156 m)) – 48° 35′ N, 118° 29′ W[13]
- Scar Mountain (7.024 ft (2.141 m)) – 48° 41′ N, 118° 28′ W[14]
- Wapaloosie Mountain (6.942 ft (2.116 m)) – 48° 40′ N, 118° 28′ W[15]
- Sherman Peak (6.886 ft (2.099 m)) – 48° 36′ N, 118° 29′ W[16]
- Bald Mountain (6.929 ft (2.112 m)) – 48° 34′ N, 118° 30′ W[17]
- White Mountain (6.919 ft (2.109 m)) – 48° 31′ N, 118° 27′ W[18]
- Columbia Mountain (6.765 ft (2.062 m)) – 48° 37′ N, 118° 29′ W[19]
- Midnight Mountain (6.650 ft (2.027 m)) – 48° 44′ N, 118° 28′ W[20]
- King Mountain (6.614 ft (2.016 m)) – 48° 41′ N, 118° 24′ W[21]
- Edds Mountain (6.535 ft (1.992 m)) – 48° 33′ N, 118° 32′ W[22]